# Vítězslav Bouchner
Vítězslav Bouchner (30. listopadu 1947 Praha – 13. ledna 2022 Praha) byl český herec.
Vystudoval loutkoherectví a tanec, věnoval se rovněž herectví a dabingu. Ztvárňoval většinou menší role, objevil se například jako soudce ve filmu Gangster Ka či v Saturninovi. V dabingu byl znám hlavně jako hlas Apua Nahasapímapetilona, indického majitele Kwik-E-Martu v seriálu Simpsonovi. Nadaboval rovněž myšáka Rudlu v animovaném seriálu Animáci.